# Норендаль, Силье
Силье Норендаль (норв. Silje Norendal, род. 1 сентября 1993 года, Конгсберг, Норвегия) — норвежская сноубордистка. Участница зимних Олимпийских игр 2014 года и 2018 года.

## Биография
Силье Норендаль родилась в норвежском городе Конгсберг. Первый сноуборд получила в возрасте 4 лет, однако занималась в детстве и другими видами спорта, которые, впрочем, не смогли превзойти её увлеченность сноубордингом. На международной арене Силье дебютировала в 2007 году на турнире в Капруне. В марте 2008 года она одержала свою первую победу в хаф-пайпе на Evolver Tour в Конгсберге. Она участвовала в своей первой гонке Кубка мира FIS в феврале 2009 года в Сайпресс-Маунтин, заняв 33-е место в соревнованиях по хафпайпу. На Winter X Games Europe 2010 в Тине она заняла пятое место в соревнованиях по слоуп-стайлу. В сезоне 2010/11 она выиграла слоуп-стайл на Rip Curl Sista Sessions в Майрхофене и хафпайп на Swag Pipe Jam в Трюванне и заняла третье место на Burton US Open в Stratton Mountain Resort. В возрасте 17 лет Норендаль стала самой молодой участницей Winter X Europe 2011 и завоевала серебро этого престижного соревнования. В 2011 году стала чемпионкой Норвегии по хафпайпу и слоуп-стайлу. На чемпионате мира по сноуборду 2012 года в Осло она заняла 21-е место в слоуп-стайле.
В начале сезона 2013/14 она выиграла слоуп-стайл на The Mile High в австралийском Perisher Blue Resort. Позже в этом сезоне она заняла третье место на турнире Burton High Fives в Кардроне, чемпионате Dew Tour iON Mountain Championships в Брекенридже и Кубке сообщества в Кистоуне. Также в том году норвежке покорилась высшая ступенька пьедестала на европейских соревнованиях, а ещё через год она завоевала золото Всемирных экстремальных игр в Аспене. В апреле 2014 года она выиграла чемпионат Норвегии по слоуп-стайлу и биг-эйру.
В 2014 году приняла участие в зимних Олимпийских играх в Сочи. В слоуп-стайле заняла 11 итоговое место.
В 2015 году стала чемпионкой страны по слоупстайлу.
В следующем году она заняла четвёртое место в слоуп-стайле как на Winter X Games 2016, так и на Laax Open. В сезоне 2016/17 она приехала на Кубок мира, заняв три места в первой десятке, включая третье место в слоуп-стайле в Крайшберге и 19-е место на Кубке мира по фристайлу. Она заняла пятое место в слоуп-стайле на Winter X Games 2017. В марте 2017 года она выиграла золотую медаль в биг-эйре и заняла восьмое место в слоуп-стайле на X-Games Norway 2017 в Хафьеле. Она выиграла бронзовую медаль в биг-эйр на чемпионате мира по сноуборду 2017 года в Сьерра-Неваде. В 2017 и 2018 годах она была чемпионкой Норвегии по слоуп-стайлу и биг-эйру.
В сезоне 2017/18 Норендаль заняла третье место в биг-эйр в Коппер-Маунтин и второе место в слоуп-стайле в Альпе-ди-Сьюзи, шестое место в Кубке мира по фристайлу и Кубке мира в биг-эйре и четвёртое место в Кубке мира по слоуп-стайлу. В конце января 2018 года она стала четвёртой в биг-эйр на Winter X Games 2018 и шестой в биг-эйр на X Games Norway в Форнебу в мае 2018 года. На Зимних Олимпийских играх 2018 года в Пхенчхане, соревнования по сноуборду впервые проводились как часть олимпийских соревнований. 22 февраля она финишировала шестой в биг-эйр, уступив Анне Гассер, и четвёртой в слоуп-стайле. В сезоне 2018/19 она трижды финишировала в десятке лучших на Кубке мира, в том числе третье место в слоуп-стайле в Крайшберге и первое место в Лаксе, восьмое место в Кубке мира по фристайлу и четвёртое место в Кубке мира в слоуп-стайле. Она заняла пятое место в слоуп-стайле на Winter X Games 2019. На чемпионате мира по фристайлу и сноуборду 2019 года в Парк-Сити она завоевала серебряную медаль в слоуп-стайле.

## Личная жизнь
В 2013 году познакомилась с норвежским хоккеистом Александром Бонсаксеном. 27 июля 2018 года они обручились. В декабре 2020 года Норендаль объявила о своей беременности и уходе из активного спорта.